# Gary (Dakota Południowa)
Gary – miasto w Stanach Zjednoczonych, w stanie Dakota Południowa, w hrabstwie Deuel.